# Label discographique
Pour les articles homonymes, voir Label.
Un label discographique (de l'anglais label signifiant « étiquette »), aussi appelé maison de disques, est une société chargée de produire, d'éditer et/ou de distribuer les enregistrements musicaux d'artistes. 
Le label est, par extension, la marque déposée par cette société. Le terme de label est un anglicisme qui peut être remplacé, dans ce cas, par le terme « marque » ou « étiquette ». L’expression « sous étiquette » est également utilisée. 
Le marché est composé des labels majeurs et de très nombreux petits labels, ou labels indépendants, voire de netlabels. Un artiste peut également s'autoproduire. Des labels indépendants « nouvelle génération » voient le jour, fonctionnant sur un modèle de « label service »[C'est-à-dire ?].

## Histoire

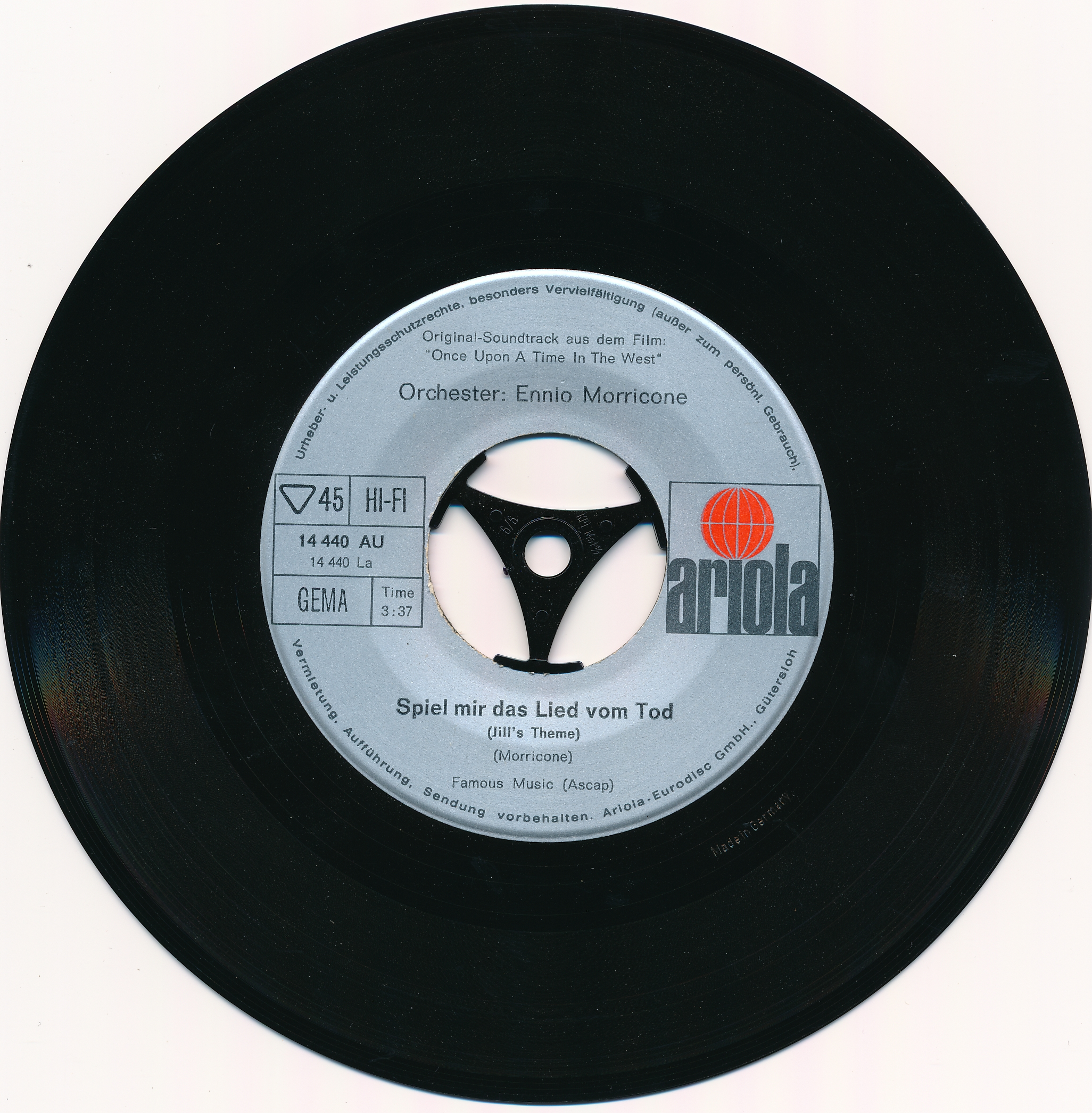
Disque phonographique publié par Ariola Records dans les années 1960.

Le principe de l'indépendance s'explique par une analyse sectorielle avec des sociétés multinationales qui constituent le centre du secteur (un oligopole de quelques entreprises) qui produisent et surtout distribuent les disques (phonogrammes) ; cette étape de la chaîne de valeur étant alors la plus rentable. La production doit quant à elle supporter la majeure partie du risque artistique. 
Pour un label de production, dès lors qu'un de ses artistes gagne en notoriété, il passe directement ou indirectement, par le contrat de licence de son producteur, dans le giron de la major qui, à partir d'un certain seuil, est la seule capable d'assurer sa promotion sur les principaux marchés du disque. Beaucoup de stars de la pop, du rock, mais aussi de la musique classique, sont d'abord signées dans des labels indépendants (dont le capital est souvent en partie détenu par les majors qui les distribuent et peuvent ainsi les lier à elles). Quelques artistes de grande notoriété ont investi dans la création de leur propre label (comme Ray Charles ou Michael Jackson).
Mario d'Angelo démontre que ce système fonctionne pendant près d'un siècle sur la force capitalistique des entreprises du « centre » qui grossit en rachetant régulièrement des entreprises de la « périphérie », multiples, restant de petites sociétés (comparées aux multinationales du centre) souvent fragiles, car plus sujettes à des aléas liés aux succès de leurs artistes et de leurs ventes. Ces caractéristiques sont également liées au fait que les maisons indépendantes (souvent avec un unique label commercial) sont celles qui contribuent le plus à l'innovation artistique dans l'offre discographique et à introduire de nouveaux genres de musique (par exemple le reggae). 
La périphérie constituée des multiples et petites entreprises est dans l'innovation artistique alors que le centre est dans la commercialisation et la capacité d'internationaliser les ventes (avec le support physique, il y avait nécessité de fabriquer sur les différents continents pour diminuer les coûts de circulation des supports et ne faire circuler si possible que les masters et les droits et royalties). Les labels indépendants présentent en effet une double faiblesse : d'une part, seulement un ou quelques artistes assurent l'essentiel de leurs ventes et les labels ont des fonds de catalogues limités ; d'autre part, leurs chiffres d'affaires subit des variations importantes d'une année sur l'autre. 
La stratégie de l'entreprise indépendante est ainsi de grandir, mais le plus souvent, trop liée à un management personnalisé, elle a du mal à croître, se diversifier dans ses artistes, ses genres musicaux, ses métiers (production, distribution, diffusion) et franchit donc difficilement certains seuils de croissance. La vente du label au meilleur moment fait donc partie de la stratégie d'un indépendant. Ainsi, avant d'être vendu, en 1979, par son fondateur à PolyGram (devenu Universal Music Group), Disques Barclay est le plus important des labels indépendants français (fondé en 1954 par Eddie Barclay qui a fait émerger des chanteurs emblématiques de la chanson française). Autre exemple avec Tréma, fondé en 1969 autour d'un compositeur (Jacques Revaux), d'un interprète (Michel Sardou) et d'un producteur (Régis Talar). Ce label est sous licence PolyGram puis Universal Music Group avant d'être racheté par ce dernier.
Les disques Motors, un des labels français indépendants notoires a été créé en 1971 par Francis Dreyfus. Il a atteint la notoriété avec des artistes comme Christophe, Jean-Michel Jarre, François De Roubaix ou Bernard Lavilliers.
Plus tard, en 1985, Francis Dreyfus crée le label Disques Dreyfus qui inclut plusieurs labels indépendants : Dreyfus Jazz, Dreyfus Records, Le Maquis, Motors.
Au plus fort de l'âge d'or du CD, entre 1990 et 1998, l'essentiel de la production phonographique est déjà assuré en France comme dans le monde par les labels indépendants.

## Types

### Majors
Les labels majeurs, aussi appelé majors, s'établissent au nombre de six entre 1988 et 1999 : Universal Music Group, PolyGram Music (racheté par Universal Music Group en 1999), EMI Group (racheté par Universal Music Group en 2012), CBS Records (renommé Sony Music Entertainment en 1991, Sony-BMG en 2004 puis à nouveau Sony Music Entertainment en 2008), BMG Entertainment, fusionné avec Sony Music Entertainment en 2004, et Warner Electra Atlantic Records (renommé Warner Music Group en 2004).
Progressivement, leur nombre diminue pour se stabiliser à trois depuis 2012 : Universal Music Group, Sony Music Entertainment et Warner Music Group, qui se partageaient l'essentiel du marché mondial avec plus de 77 % en 2004.

### Labels indépendants
Les labels discographiques qui ne sont pas sous contrôle des majors sont considérés comme « indépendants » (ou indés). Le terme de « label indé » se réfère uniquement aux labels indépendants qui adhèrent à une structure et à un critère musical indépendants. Avec l'ère du Music Business 3.0[Quoi ?], le modèle de financement a aussi été modifié et de plus en plus de labels indépendants fonctionnent en « label services ». 
Face aux faibles revenus du streaming, beaucoup adoptent une stratégie 360 degrés[Quoi ?] pour générer des revenus grâce à l'édition et à la tournée. C'est le cas des gros indépendants comme Wagram Music ou Believe qui peuvent fonctionner en 360.  De ce fait, ils accompagnent et conseillent les musiciens et artistes dans le développement de leur projet musical, non plus en faisant signer un contrat d'artiste, mais en incluant le booking, la distribution, la promotion et l'édition. Tous n'ont pas encore adopté cette nouvelle stratégie, mais elle tend à être perenne[réf. nécessaire].

### Sous-labels
Le terme de sous-label, de l'anglicisme sublabel, est utilisé pour désigner une empreinte musicale, ou un second label, dirigé par un label discographique. Par exemple, dans les années 1980 et 1990, 4th & B'way était une branche du label Island Records Ltd au Royaume-Uni et d'Island Records Inc. aux États-Unis. Entre 1983 et 1998, Philips Classics est un sous-label de Philips consacré à la musique classique et distribué dans le monde entier.

## Relation avec les musiciens
Lorsqu'un musicien et un label souhaitent travailler ensemble, du fait que le musicien ait contacté le label directement, généralement en envoyant une démo à son équipe ou que l'équipe A&R du label ait repéré le musicien et l'ait contacté directement, ils s'engagent généralement dans une relation contractuelle. Un label discographique établit un contrat avec un musicien dans le but de commercialiser un morceau musical composé par ce dernier en échange de gains monétaires sur le prix de vente du morceau. Ce contrat peut être à court ou long terme, et peut ou non, s'apparenter à un genre musical spécifique. Les musiciens dont la notoriété et la popularité sont établies peuvent négocier des contrats plus rémunérateurs ; cependant, certains groupes comme The Byrds, en contrat avec Warner Bros., n'ont jamais reçu le gain monétaire qui leur était dû pour leurs chansons à succès, Mr. Tambourine Man et Turn! Turn!, Turn!.
Concernant les nouveaux musiciens, ceux qui ne sont jamais parus sur le marché auparavant, un label décide de lui-même quel musicien choisir, quel morceau à commercialiser, quels groupes et membres à établir et la supervision des sessions d'enregistrement. Pour les artistes dont la popularité est déjà établie, le label est souvent moins impliqué dans les processus d'enregistrement. Avec les avancées technologiques et Internet, le rôle des labels est diminué du fait que les musiciens peuvent indépendamment diffuser leurs propres morceaux via les réseaux sociaux, les webradios, les logiciels de partage comme BitTorrent et autres services, à moindre coût ou sans gain monétaire. Des musiciens haut placés comme ceux du groupe Nine Inch Nails annoncent la fin de leurs contrats avec les labels majeurs, citant la nature non coopérative de l'industrie musicale et sa manie de porter moralement atteinte aux musiciens et aux fans. 
Le groupe Radiohead cite une motivation similaire à son annonce de fin de contrat avec EMI Group alors que son album In Rainbows est commercialisé en prix libre sur Internet.

## Nouvelles stratégies
Les ordinateurs et la technologie web ont conduit à une augmentation du partage de fichiers et de la distribution numérique direct-to-fan, provoquant une chute des ventes de musique ces dernières années. Les labels et les organisations ont dû changer leurs stratégies et la façon dont ils travaillent avec les artistes. De nouveaux types d'accords appelés « droits multiples » ou « 360 » sont conclus avec les artistes, où les labels obtiennent des droits et des pourcentages sur les tournées, le merchandising et les obligations de l'artiste. En échange de ces droits, les labels accordent généralement des avances plus importantes aux artistes, font preuve de plus de patience dans le développement de l'artiste et versent des pourcentages plus élevés sur les ventes de CD. Ces 360 contrats sont d'autant plus efficaces que l'artiste est bien établi et qu'il dispose d'une base de fans fidèles. C'est pourquoi les labels doivent désormais se montrer plus souples dans le développement des artistes, car la longévité est la clé de ces types de pactes. Plusieurs artistes tels que Paramore, Maino, et même Madonna, ont signé ce type d'accords.
L'examen d'un contrat 360 proposé par Atlantic Records à un artiste montre une variante de la structure. Le document d'Atlantic propose une avance en espèces conventionnelle pour signer l'artiste, qui recevrait une redevance sur les ventes une fois les dépenses récupérées. À la sortie du premier album de l'artiste, cependant, le label a la possibilité de verser 200 000 dollars supplémentaires en échange de 30 % des recettes nettes provenant de toutes les tournées, des marchandises, des parrainages et des redevances des clubs de fans. Atlantic aurait également le droit d'approuver le programme de tournée de l'artiste, ainsi que les salaires de certains employés embauchés par l'artiste pour les tournées et la vente de produits dérivés. En outre, le label offre à l'artiste une part de 30 % des bénéfices réalisés sur l'album, le cas échéant, ce qui représente une amélioration par rapport à la redevance habituelle de 15 % dans l'industrie.

### Netlabels
L'Internet étant désormais une source viable pour obtenir de la musique, des netlabels ont vu le jour. Selon les idéaux du label net, les fichiers musicaux des artistes peuvent être téléchargés gratuitement ou moyennant une redevance payée via PayPal ou un autre système de paiement en ligne. Certains de ces labels proposent également des CD en version papier en plus du téléchargement direct. Les labels numériques sont la dernière version d'un netlabel. Alors que les netlabels ont été créés en tant que site gratuit, les labels numériques représentent une concurrence accrue pour les grandes maisons de disques.

### Labels open-source
Le nouveau siècle a vu naître le phénomène des labels discographiques « open-source » ou « open-content ». Ils s'inspirent des mouvements gratuiciel et open source et du succès de Linux.

### Éditeurs
Au milieu des années 2000, certaines sociétés d'édition musicale commencent à entreprendre le travail traditionnellement effectué par les labels. L'éditeur Sony/ATV Music, par exemple, a tiré parti de ses relations au sein de la famille Sony pour produire, enregistrer, distribuer et promouvoir le premier album d'Elliott Yamin sous un label dormant appartenant à Sony (Hickory Records), plutôt que d'attendre un accord avec un véritable label.

### Financement participatif
En 2002, ArtistShare est fondé en tant que premier label Internet dont les sorties étaient directement financées par les fans de l'artiste.